# Cazuangongo
Cazuangongo é uma comuna angolana. Pertence ao município do Pango Aluquém, na província do Bengo.